# Шамкір (футбольний клуб)

Попередній логотип клубу

Шамкір (азерб. Şəmkir Futbol Klubu) — колишній азербайджанський футбольний клуб з однойменного міста. Заснований у 1954 році. Дворазовий чемпіон Азербайджану. За підсумками сезону 2005—2006, зайнявши 13 місце, клуб покинув Прем'єр-лігу Азербайджану.

## Досягнення
- Чемпіон Азербайджану (3): 2000, 2001, 2002
- Срібний призер Чемпіонату Азербайджану (2): 1999, 2004
- Бронзовий призер Чемпіонату Азербайджану (1): 1998
- Фіналіст кубка Азербайджану (3): 1999, 2002, 2004